# Mésange élégante
Pardaliparus elegans
Espèce
Synonymes
- Parus elegans
- Periparus elegans

La Mésange élégante (Pardaliparus elegans) est une espèce de passereaux de la famille des Paridae. L'espèce est endémique des Philippines.

## Liste des sous-espèces
Selon la classification de référence du Congrès ornithologique international (version 15.1, 2025) :
- Pardaliparus elegans edithae McGregor, 1907 — Calayan et Camiguin ;
- Pardaliparus elegans montigenus Hachisuka, 1930 — nord-ouest de Luçon ;
- Pardaliparus elegans gilliardi (Parkes, 1958) — péninsule de Bataan ;
- Pardaliparus elegans elegans (Lesson, R, 1831) — Luçon, Panay, Mindoro et Catanduanes ;
- Pardaliparus elegans visayanus Hachisuka, 1930 — Cebu ;
- Pardaliparus elegans albescens McGregor, 1907 — Ticao, Masbate, Guimaras et Negros ;
- Pardaliparus elegans mindanensis Mearns, 1905 — Mindanao, Samar et Leyte ;
- Pardaliparus elegans suluensis Mearns, 1916 — archipel de Sulu ;
- Pardaliparus elegans bongaoensis (Parkes, 1958) — Bongao.